# Famous Blue Raincoat (album)
Famous Blue Raincoat je šesté studiové album americké zpěvačky Jennifer Warnes, vydané v lednu roku 1987 hudebním vydavatelstvím Cypress Records (pozdější vydání alba obstarala společnost Private Music). V hitparádovém žebříčku Billboard 200 se album po vydání umístilo na 72. příčce. Nahráno bylo v několika různých studiích a o jeho produkci se vedle zpěvačky staral Roscoe Beck.
Obsahuje písně, jejichž autorem či spoluautorem je kanadský hudebník Leonard Cohen. Zpěvačka s ním při mnoha příležitostech coby vokalistka spolupracovala; sám Cohen se podílel i na tomto albu: se zpěvačkou zazpíval duet v písni „Joan of Arc“. Na albu se podílelo několik dalších Cohenových spolupracovníků. Svůj název album dostalo podle stejnojmenné písně. V srpnu 2007 vyšlo album v remasterováné reedici.

## Seznam skladeb
| Pořadí | Název                   | Autor                                | Délka |
| ------ | ----------------------- | ------------------------------------ | ----- |
| 1.     | First We Take Manhattan | Leonard Cohen                        | 3:47  |
| 2.     | Bird on a Wire          | Cohen                                | 4:42  |
| 3.     | Famous Blue Raincoat    | Cohen                                | 5:33  |
| 4.     | Joan of Arc             | Cohen                                | 7:57  |
| 5.     | Ain't No Cure for Love  | Cohen                                | 3:21  |
| 6.     | Coming Back to You      | Cohen                                | 3:43  |
| 7.     | Song of Bernadette      | Cohen, Jennifer Warnes, Bill Elliott | 3:55  |
| 8.     | A Singer Must Die       | Cohen                                | 4:52  |
| 9.     | Came So Far for Beauty  | Cohen, John Lissauer                 | 3:37  |

## Obsazení
- Jennifer Warnes – zpěv
- Leonard Cohen – zpěv
- Roscoe Beck – baskytara, kytara, syntezátory
- Larry Brown – tamburína, shaker
- William D. „Smitty“ Smith – syntezátory, varhany
- Jorge Calderón – baskytara
- Lenny Castro – perkuse
- Gary Chang – syntezátory, programování
- Vinnie Colaiuta – bicí
- Larry Corbett – violoncello
- Russell Ferrante – klavír, syntezátory
- Richard Feves – baskytara
- Robben Ford – kytara
- Van Dyke Parks – syntezátory, akordeon
- Michael Landau – kytara
- David Lindley – lap steel kytara
- Fred Tackett – kytara
- Stevie Ray Vaughan – kytara
- Steve Forman – perkuse
- Bill Ginn – syntezátory, klavír, perkuse
- Kal David – doprovodné vokály
- George Ball – doprovodné vokály
- Terry Evans – doprovodné vokály
- Willie Green, Jr. – doprovodné vokály
- William „Bill“ Greene – doprovodné vokály
- Bobby King – doprovodné vokály
- Arnold McCuller – doprovodné vokály
- Joseph Powell – doprovodné vokály
- David Lasley – doprovodné vokály
- Tim Stone – doprovodné vokály
- Greg Prestopino – doprovodné vokály
- Sharon Robinson – doprovodné vokály
- Reverend Dave Boruff – saxofon
- Paul Ostermayer – saxofon
- Novi Novog – viola
- Suzie Katayama – violoncello
- Sid Page – housle
- Barbara Porter – housle